# Parametopides
Parametopides är ett släkte av skalbaggar. Parametopides ingår i familjen långhorningar.
Kladogram enligt Catalogue of Life:
| Parametopides | \| \| Parametopides griseolateralis \| \| \| \| \| \| Parametopides niveoscutellatus \| \| \| \| |
|               | \| \| Parametopides griseolateralis \| \| \| \| \| \| Parametopides niveoscutellatus \| \| \| \| |
|               | Parametopides griseolateralis                                                                    |
|               |                                                                                                  |
|               | Parametopides niveoscutellatus                                                                   |
|               |                                                                                                  |